# Gedsholm

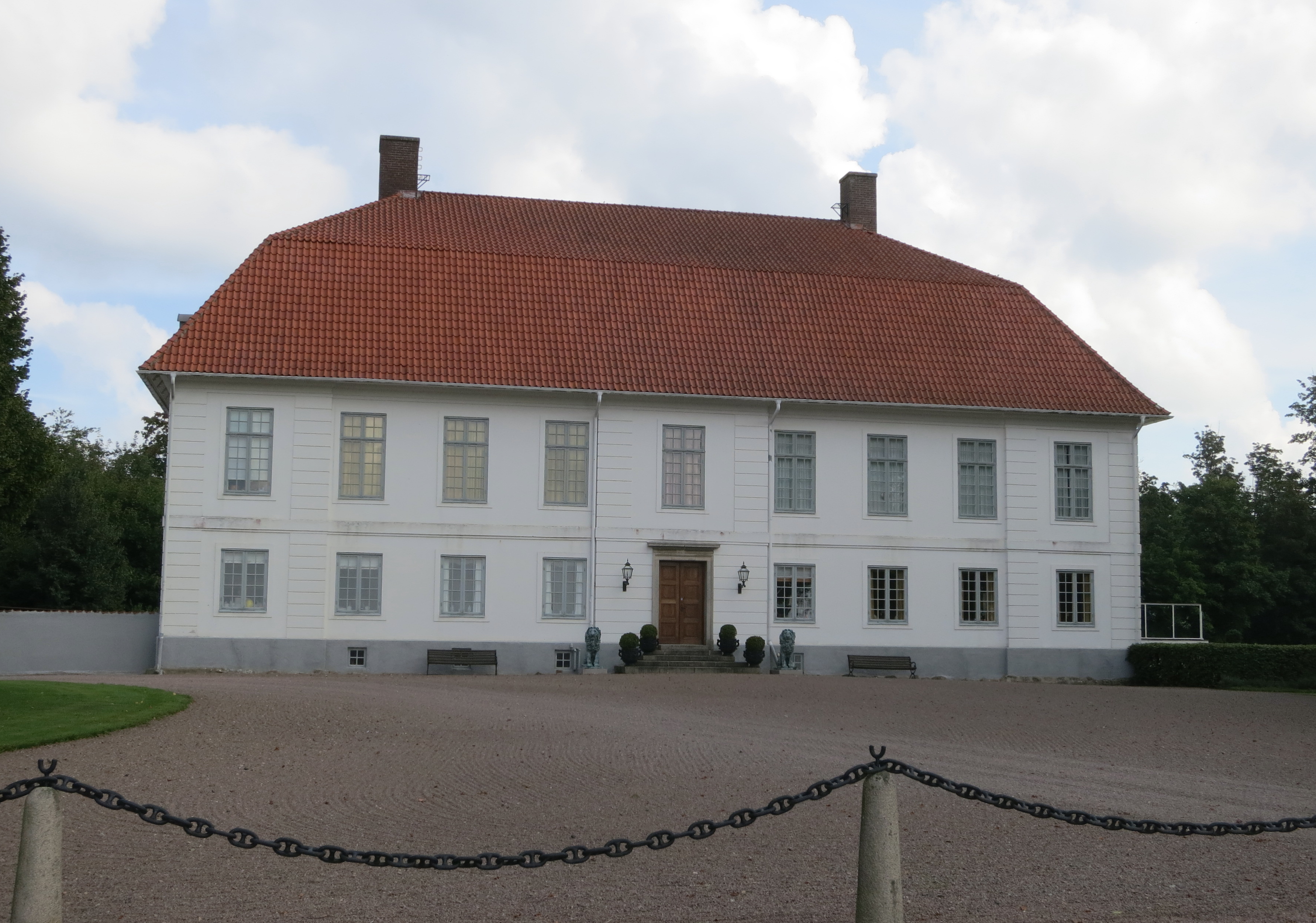
Gedsholms säteri

Gedsholms säteri är en herrgård i Ekeby socken i Bjuvs kommun och ligger 1 km nordväst om Ekeby i Skåne, tidigast omtalad 1443.
Gedsholm fick sitt namn efter den skånska medeltidsätten Ged och hette från början Geetzholm. Den ursprungliga byggnaden tros ha bestått av en kringbyggd korsvirkesborg omgiven av en vallgrav. Av denna återstår nu endast vallgraven. Sedan 1770 ägs godset av släkten Tornérhielm. 1804 uppfördes Gedsholms nuvarande corps de logi i rokoko-stil. Ägaren under första hälften av 1800-talet, hovjägmästaren Gustaf Tornérhielm (1771-1838), anklagades vid flera tillfällen av kyrkoherden i Ottarps socken Andreas Bruzelius (1778-1851) för sin anmärkningsvärt hårda behandling av vissa församlingsbor.